# Brachyodynerus kusdasi
Brachyodynerus kusdasi är en stekelart som beskrevs av Gusenleitner 1967. Brachyodynerus kusdasi ingår i släktet Brachyodynerus och familjen Eumenidae. Inga underarter finns listade.